# Frühkindlicher Autismus
Frühkindlicher Autismus (auch als autistische Störung, Kanner-Autismus, Kanner-Syndrom, infantiler Autismus bezeichnet, historisch auch frühkindliche Psychose) ist eine Variante des Autismus, die zuerst 1943 von Leo Kanner beschrieben wurde. Er gilt als prototypische Form des Autismus und wird in der Literatur auch als klassischer Autismus bezeichnet.
Der frühkindliche Autismus zeigt sich vor dem dritten Lebensjahr und zeichnet sich durch charakteristische Auffälligkeiten in den Bereichen der sozialen Interaktion, der Sprache und Kommunikation sowie durch eingeschränkte, repetitive Verhaltensmuster aus. Häufig, jedoch nicht immer, geht er mit einer geistigen Behinderung einher. Der frühkindliche Autismus hat erhebliche Auswirkungen auf das Leben der betroffenen Menschen.
Die Symptomatik entsteht aus einer Störung bei der Entwicklung des zentralen Nervensystems, welche stetig verläuft.:8 Ursachen oder Auslöser für das Auftreten der Entwicklungsstörung sind nicht bekannt, jedoch ist allgemein anerkannt, dass genetische und Umweltfaktoren eine große Rolle spielen. Frühkindlicher Autismus tritt mit einer Häufigkeit von etwa 1:1000 auf, wobei das Verhältnis von Jungen zu Mädchen etwa 3:1 bis 5:1 beträgt.
In der zehnten Auflage der Internationalen Klassifikation der Krankheiten der Weltgesundheitsorganisation (ICD-10, 1994) wird der frühkindliche Autismus zu den tiefgreifenden Entwicklungsstörungen gezählt. Eine vergleichbare Diagnose enthält das DSM-IV (1994, revidiert 2000), die vierte Auflage des Diagnostic and Statistical Manual of Mental Disorders der American Psychiatric Association. Im 2013 veröffentlichten DSM-5 sowie in der seit 2022 international gültigen ICD-11 werden alle zuvor unterschiedenen Ausprägungen von Autismus zu einer einzelnen Diagnose Autismus-Spektrum-Störung zusammengefasst und die Diagnose frühkindlicher Autismus damit aufgegeben. Im deutschsprachigen Raum wird der Übergang von ICD-10 zur ICD-11 ab 2022 einige Jahre in Anspruch nehmen.

## Symptome
Der frühkindliche Autismus zeigt sich in den ersten Lebensjahren und ist gekennzeichnet durch schwere und anhaltende Probleme in der sozialen Entwicklung in Verbindung mit ungewöhnlichem Kommunikationsverhalten und einer Reihe von Schwierigkeiten, die oft als „Widerstand gegen Veränderungen“ oder „Beharren auf Gleichartigkeit“ zusammengefasst werden und sich in Form von eingeschränkten, stereotypen Verhaltensweisen und Interessen sowie einer fehlenden Toleranz gegenüber Veränderungen zeigen. Es gibt eine große Vielfalt von Ausprägungen und die Symptomatik verändert sich im Laufe des Lebens zum Teil deutlich.
Typischerweise entwickeln sich die Kinder von Beginn an auffällig. In einigen Fällen erscheint die frühkindliche Entwicklung anfangs normal und Auffälligkeiten werden erst im zweiten oder dritten Lebensjahr deutlich sichtbar. Es werden auch Fälle berichtet, in denen Kinder im zweiten und dritten Lebensjahr ihre zuvor gezeigten Sprachfähigkeiten verlieren und sich zunehmend sozial zurückziehen.:28
Nach ICD-10 und DSM-IV (beide 1994) lassen sich die Auffälligkeiten und Beeinträchtigungen in drei Bereiche einteilen: wechselseitige soziale Interaktion, Sprache und Kommunikation, sowie begrenztes repetitives und stereotypes Verhalten.:47

### Auffälligkeiten in der wechselseitigen sozialen Interaktion
Menschen mit frühkindlichem Autismus können Blickkontakt, Mimik, Körperhaltung und Gestik in der Interaktion mit anderen Personen nicht zielführend einsetzen und intuitiv anwenden, beispielsweise Kopfnicken oder -schütteln zur Signalisierung von Zustimmung oder Ablehnung. Während manche gar keine Gestik einsetzen, nutzen andere diese übertrieben. Gesten wie das Zeigen auf Gegenstände kommen nicht zum Einsatz.:49 Besonders bei Kleinkindern kann es vorkommen, dass diese indifferent bis ablehnend auf physischen Kontakt und Zuneigung reagieren. Aufgrund ausbleibender Reaktion auf Ansprache kann bei Eltern der Verdacht entstehen, ihr Kind sei möglicherweise taub.
Fehlender Blickkontakt ist zwar ein häufiges Symptom, das einen Verdacht auf frühkindlichen Autismus begründet, jedoch alleine nicht aussagekräftig. Zum einen kommt dieser beispielsweise auch bei depressiven Kindern und Jugendlichen vor, zum anderen haben einige autistische Menschen gelernt, dass sie ihr Gegenüber anschauen sollen (Camouflaging). Dieser Blickkontakt gelingt ihnen jedoch nicht durchgehend, sie halten ihn beispielsweise zu lang aufrecht.:49
Trotz sich bietenden Gelegenheiten nutzen Menschen mit frühkindlichem Autismus keine gemeinsamen Interessen, Aktivitäten, Erlebnisse oder Gefühle, um in Beziehung mit Gleichaltrigen zu treten. Dies steht in enger Verbindung mit ihren Schwierigkeiten bei der wechselseitigen Interaktion, die dazu führen, dass sie Interessen und Emotionen ihrer Gegenüber ignorieren und kein gemeinsamer Austausch zustande kommt. Sie wirken auf ihre eigenen Interessen und Themen fixiert.:49f. Manche jüngere Kinder behandeln Erwachsene als austauschbar oder sind sehr auf eine bestimmte Person fixiert.
Der autistischen Menschen von Laien oft zugeschriebene Mangel an Empathie erweist sich bei genauerer Betrachtung als Schwierigkeit, die Gefühle und Gedanken anderer Menschen zu erspüren und an diesen in der Interaktion teilzuhaben. Auch wenn ein emotionaler Ausdruck eines Gegenübers verstanden wurde, gelingt es Menschen mit frühkindlichem Autismus nicht, intuitiv und der Situation angemessen darauf einzugehen, also etwa spontan eine weinende Person zu trösten. Autistische Menschen haben häufig große Schwierigkeiten, Ironie, Metakommunikation, Witze oder Täuschungsversuche zu erkennen. Auch das Teilen von Emotionen und Interessen fällt Menschen mit frühkindlichem Autismus oft schwer.:50

### Auffälligkeiten bei der Sprachentwicklung und in der Kommunikation
Kinder mit frühkindlichem Autismus entwickeln entweder nie eine Lautsprache, die Sprachentwicklung verläuft verzögert und anders als bei nicht-autistischen Kindern oder bereits erlernte Sprache bildet sich zurück. Dabei kann es zu einer Reihe von Auffälligkeiten kommen, die bei einer gewöhnlichen Sprachentwicklung nicht beobachtet werden, beispielsweise das als Echolalie bezeichnete Wiederholen von Worten und Sätzen eines Gesprächspartners, die ständige Wiederholung gleichartiger Geräusche oder ein eigenwilliger, nur für Vertraute verständlicher Sprachgebrauch. Hierin unterscheidet sich der frühkindliche Autismus von einer bloßen Verzögerung der Sprachentwicklung.:50
Auch bei vollständig entwickelter Sprache fallen Kinder mit frühkindlichem Autismus typischerweise durch ihre Sprachmelodie, Sprechrhythmus, Sprechgeschwindigkeit und/oder unangepasste Lautstärke auf. Häufig haben sie Schwierigkeiten, Redewendungen oder andere indirekte Verwendung von Sprache zu verstehen. Diese Schwierigkeiten können zu einer der sozialen Situation unangemessenen Kommunikation führen. Zudem sind Menschen mit frühkindlichem Autismus oft nicht in der Lage, ihrem Sprachniveau entsprechenden sprachlichen Kontakt aufzunehmen oder ein Gespräch aufrechtzuerhalten.:50f.

### Begrenztes repetitives und stereotypes Verhalten
Die Beschäftigungen und Interessen von Kindern mit frühkindlichem Autismus sind, jeweils im Vergleich zu nicht-autistischen Kindern gleichen Alters, auffällig in Bezug auf ihren Inhalt und Schwerpunkt oder sind ungewöhnlich intensiv und begrenzt. Bei hierfür ausreichenden intellektuellen Möglichkeiten können die Interessen altersgemäß sein, werden jedoch mit ungewöhnlicher Intensität verfolgt und sind in der Regel Sachinhalte.:51 Solche Sonderinteressen haben jedoch nicht alle autistischen Menschen und sie werden von Außenstehenden nicht immer als solche erkannt.:52
Typisch sind die Beschäftigung mit Teilobjekten oder sogenannten nicht-funktionalen Elementen eines Spielzeugs wie den Rädern eines Autos. Bei der Beschäftigung mit Teilobjekten und nicht-funktionalen Elementen von Spielzeugen können auch deren Haptik, Geruch, Geräusche oder andere Sinneseindrücke im Vordergrund stehen.:51
Auf Veränderungen im Tagesablauf oder der Umgebung reagieren Menschen mit frühkindlichem Autismus oft mit großen Ängsten. Dies können auch kleine Veränderungen sein (z. B. an Kleidung oder Fahrtwegen), denen nicht-autistische Menschen keine Bedeutung beimessen. Sie halten an Ritualen oder anderen Handlungen, welche keinen erkennbaren Zweck erfüllen, fest.:51
Eine weitere Auffälligkeit sind rhythmische, sich wiederholende und scheinbar ziellosen Bewegungen wie das Schlagen oder Flattern mit Händen und Fingern oder Bewegungen des ganzen Körpers, sogenannte Stereotypien.:51 Dieses für Autismus typische Verhalten wird auch als Stimming (für self-stimulatory behavior, deutsch selbst-stimulierendes Verhalten) bezeichnet. Stimming wird als angenehm und beruhigend beschrieben und kann zur Emotionsregulation und dem Abbau von Ängsten dienen.

### Weitere Auffälligkeiten
Neben den für die Diagnostik nach ICD-10 und DSM-IV maßgeblichen Symptomen in den drei Bereichen soziale Interaktion, Kommunikation und repetitives Verhalten werden bei Menschen mit frühkindlichem Autismus weitere typische Verhaltensweisen und Auffälligkeiten beobachtet. Hierzu zählen Schlafstörungen, Ängste und Phobien, Auffälligkeiten bei der Reizverarbeitung und dem Essverhalten, sowie Wutausbrüche, Aggressionen und selbstverletzendes Verhalten.

#### Schlafstörungen
Schlafstörungen betreffen etwa 80 % der Kinder mit Autismus. Verbreitet sind unter anderem Probleme beim Ein- und Durchschlafen sowie Parasomnien. Bei Kindern mit Schlafstörungen und Schlafmangel aufgrund einer verkürzten Schlafdauer können sich autistische Symptome verstärken, z. B. Stereotypien im Verhalten.

#### Reizverarbeitung
Auffälligkeiten bei der Reizverarbeitung wurden schon 1943 von Leo Kanner beschrieben, der beobachtete, dass die von ihm untersuchten Kinder einerseits ungewöhnlich starke Reaktionen auf alltägliche Geräusche zeigten, andererseits von selbst hervorgerufenen lauten Geräuschen unbeeindruckt schienen. Solche oft gleichzeitigen Über- und Unterempfindlichkeiten treten bei vielen autistischen Menschen unabhängig von kognitiven Einschränkungen für eine Vielzahl von Sinnen (Sehen, Hören, Riechen, Schmecken, Tastsinn) auf. Hierzu gehören auch eine hohe Schmerztoleranz und Überempfindlichkeit auf Berührungen. Das gezielte Suchen nach bzw. Hervorrufen von Sinneseindrücken und die wiederholte Beschäftigung mit ihnen (sogenanntes sensory-seeking behavior) ist eine weitere typische Auffälligkeit.
Teilweise werden diese Besonderheiten als zentrales Merkmal von Autismus und als Ursache anderer Symptome betrachtet. Im DSM-III waren ungewöhnliche Reaktionen auf die Umwelt Teil der Diagnosekriterien für frühkindlichen Autismus und im Autism Diagnostic Interview-Revised (ADI-R), einem auch im deutschen Sprachraum häufig zur Diagnose von frühkindlichem Autismus eingesetzten Eltern-Interview, werden Reaktionen auf Reize gezielt erfragt. Im DSM-5 (2013, revidiert 2022) und der ICD-11 (2022), die zwischenzeitlich neu gewonnene wissenschaftliche Erkenntnisse und klinische Erfahrungen berücksichtigen, werden sowohl Über- und Unterempfindlichkeit für Reize als auch sensory-seeking behavior zu den diagnostisch relevanten Symptomen einer Autismus-Spektrum-Störung gezählt.

#### Wutausbrüche, Aggressionen und selbstverletzendes Verhalten
Bei vielen autistischen Kindern, aber auch Jugendlichen und Erwachsenen, wird eine besonders leichte Reizbarkeit beobachtet, die sowohl für die Betroffenen als auch ihr Umfeld einen Stressfaktor darstellt. Diese Reizbarkeit kann unmittelbar mit für den frühkindlichen Autismus typischer Symptomatik in Verbindung stehen. So können beispielsweise Frustration über Nichtgelingen effektiver Kommunikation, Unterbrechungen bei der intensiven Beschäftigung mit Interessen oder eine hohe Sensibilität für Reize zu Stress und Wutausbrüchen führen. Diese sind für die betroffenen Personen oft nicht zu kontrollieren und werden auch als „Meltdowns“ bezeichnet.
Aggressives Verhalten, etwa gegenüber Altersgenossen oder Betreuungspersonen ist häufig. Physische Aggressionen sind oft impulsiv und können zu Verletzungen und Schäden führen, sind jedoch in der Regel – im Unterschied zu Störungen des Sozialverhaltens – nicht mit feindseligen Absichten verbunden. Ein Zusammenhang zwischen aggressivem Verhalten und dem Grad der kognitiven Einschränkungen besteht nicht.
Selbstverletzendes Verhalten kommt beispielsweise in Form von Kopfschlagen oder Beißen in Finger, Hände oder Handgelenke vor.

## Diagnose und Klassifikation
Frühkindlicher Autismus wird anhand der Symptomatik diagnostiziert. Es ist nicht möglich, neurobiologische Befunde zur Diagnose zu verwenden.:46 Sicher erkannt werden kann der frühkindliche Autismus ab einem Alter von 18 Monaten, in den meisten Fällen erfolgt eine Diagnose jedoch erst im Kleinkind- bis Grundschulalter. Für Kinder, die bis zum dritten Lebensjahr keine ausreichenden Sprachfähigkeiten entwickeln, erkennen Eltern im Durchschnitt zu diesem Zeitpunkt erste auffällige Symptome. Bei überdurchschnittlicher Intelligenz kann es trotz der Sprachentwicklungsverzögerung bis in das Jugendalter dauern, bis ein frühkindlicher Autismus erkannt wird.:47
Im Rahmen einer Diagnostik werden Informationen von Eltern bzw. Bezugspersonen eingeholt und mit diesen sowie (bei älteren Personen) den Betroffenen selbst Gespräche geführt. Weiterhin wird das Verhalten der Betroffenen beobachtet. Hierbei kommen in der Regel standardisierte Verfahren wie Fragebögen, Interviews und Intelligenztests zum Einsatz. Zudem werden körperliche Untersuchungen durchgeführt.:46–68
Sowohl in der Internationalen Klassifikation der Krankheiten der Weltgesundheitsorganisation als auch dem Diagnostic and Statistical Manual of Mental Disorders der American Psychiatric Association, den für Forschung und Gesundheitswesen international maßgeblichen Diagnose-Katalogen, werden für den zuletzt als tiefgreifende Entwicklungsstörung klassifizierten frühkindlichen Autismus detaillierte Diagnosekriterien aufgeführt.

### Nach ICD
In der ICD-10 werden folgende Diagnosekriterien angegeben::10
A. Vor dem dritten Lebensjahr zeigt sich eine auffällige oder beeinträchtigte Entwicklung in mindestens einem der folgenden Bereiche:
1. Rezeptive oder expressive Sprache, wie sie in der sozialen Kommunikation verwendet wird
2. Entwicklung von selektiver sozialer Bindung oder wechselseitiger sozialer Interaktion
3. Funktionales oder symbolisches Spielen

B. Insgesamt mindestens sechs Symptome aus 1., 2. und 3. vorliegen, wovon mindestens zwei aus 1. und mindestens je eines aus 2. und 3. stammen müssen.
1. Qualitative Auffälligkeiten in der wechselseitigen sozialen Interaktion in mindestens zwei der folgenden Bereiche:
a) Unfähigkeit, Blickkontakt, Mimik, Körperhaltung und Körpersprache zur Steuerung sozialer Interaktion zu verwenden
b) Unfähigkeit, trotz hinreichender Gelegenheiten dem geistigen Alter angemessene Beziehungen zu Gleichaltrigen aufzubauen, die das gegenseitige Teilen von Interessen, Aktivitäten und Emotionen beinhalten
c) Fehlende sozial-emotionale Gegenseitigkeit, die sich durch beeinträchtigte oder abweichende Reaktion auf die Emotionen anderer Personen zeigt; oder fehlende Anpassung des Verhaltens an den sozialen Kontext; oder eine schwache Integration von sozialem, emotionalem und kommunikativem Verhalten
d) Mangel an spontanen Versuchen, Freude, Interessen oder Erfolgserlebnisse mit anderen Personen zu teilen (z. B. kein Zeigen, Bringen, oder Erklären von Dingen, die für die Betroffenen von Bedeutung sind)
2. Qualitative Auffälligkeiten in der Kommunikation, die sich in mindestens einem der folgenden Bereiche zeigen:
a) Verzögerung oder vollständiges Ausbleiben der Entwicklung gesprochener Sprache, welche nicht durch den Versuch, Gesten oder Mimik als alternative Kommunikationsmittel einzusetzen, kompensiert wird. (Dem geht häufig das Ausbleiben einer Lallphase voraus.)
b) Relative Unfähigkeit, dem Sprachniveau gemäß sprachliche Kontakte zu initiieren oder aufrechtzuerhalten, bei denen ein wechselseitiger Austausch mit der anderen Person stattfindet
c) stereotype und repetitive Verwendung von Sprache oder idiosynkratische Verwendung von Wörtern oder Phrasen
d) Mangel an verschiedenen So-tun-als-ob-Spielen oder (bei jüngeren Kindern) sozial-imitierendem Spielen
3. Eingeschränkte, repetitive und stereotype Verhaltensweisen, Interessen und Aktivitäten, die sich in mindestens einem der folgenden Bereiche zeigen:
a) eine umfassende Beschäftigung mit einem oder mehreren Mustern stereotypen Verhaltens die in Bezug auf Inhalt und Schwerpunkt ungewöhnlich sind; oder eine oder mehrere Interessen die in Bezug auf ihre Intensität und Begrenztheit ungewöhnlich sind
b) offenbar zwanghaftes Festhalten an spezifischen, nicht-funktionalen Routinen und Ritualen
c) stereotype und repetitive Bewegungen, die entweder schlagen/flattern mit Händen und Fingern oder deren Verbiegen beinhalten oder komplexe Bewegungen des gesamten Körpers
d) Vorherrschende Beschäftigung mit Teil-Objekten oder nicht-funktionalen Elementen von Spielmaterial (wie deren Geruch, der Haptik ihrer Oberfläche oder den durch sie verursachten Geräuschen oder Vibrationen)

C. Das klinische Bild kann nicht durch eine andere tiefgreifende Entwicklungsstörung erklärt werden.

### Nach DSM
Im DSM-IV-TR (2000) werden folgende Diagnosekriterien angegeben::11
A. Es müssen insgesamt aus 1., 2. und 3. mindestens sechs Kriterien zutreffen, wobei mindestens zwei aus 1. und je eines aus 2. und 3. stammen müssen.
1. Qualitative Beeinträchtigung der sozialen Interaktion in mindestens zwei der folgenden Bereiche:
  - ausgeprägte Beeinträchtigung im Gebrauch einer Vielzahl nonverbaler Verhaltensweisen wie beispielsweise Blickkontakt, Gesichtsausdruck, Körperhaltung und Gestik zur Steuerung sozialer Interaktionen,
  - Unfähigkeit, entwicklungsgemäße Beziehungen zu Gleichaltrigen aufzubauen,
  - Mangel an spontanen Bestrebungen, Freude, Interessen oder Erfolge mit anderen zu teilen (beispielsweise durch einen Mangel, Objekte des Interesses herzuzeigen, herzubringen oder darauf hinzuweisen),
  - Mangel an sozialer oder emotionaler Gegenseitigkeit;
2. Qualitative Beeinträchtigungen der Kommunikation in mindestens einem der folgenden Bereiche:
  - verzögertes Einsetzen oder völliges Ausbleiben der Entwicklung gesprochener Sprache (ohne den Versuch, die Beeinträchtigung durch alternative Kommunikationsformen wie Gestik oder Mimik zu kompensieren),
  - bei Personen mit ausreichendem Sprachvermögen deutliche Beeinträchtigung der Fähigkeit, ein Gespräch zu beginnen oder fortzuführen,
  - stereotyper oder repetitiver Gebrauch der Sprache oder idiosynkratische Sprache,
  - Fehlen entwicklungsgemäßer variierter, spontaner Rollenspiele oder sozialer Imitationsspiele;
3. Beschränkte repetitive und stereotype Verhaltens-, Interessens- und Aktivitätsmuster in mindestens einem der folgenden Bereiche:
  - umfassende eingehende Beschäftigung innerhalb eines oder mehrerer stereotyper und begrenzter Interessenmuster, wobei entweder Schwerpunkt oder Intensität der Beschäftigung abnorm sind,
  - auffällig unflexibles Festhalten an bestimmten nichtfunktionalen Gewohnheiten oder Ritualen,
  - stereotype und repetitive motorische Manierismen (beispielsweise Verdrehen, Verbiegen der oder Flattern mit den Händen oder Fingern oder komplexe Bewegungen des ganzen Körpers),
  - beharrliche, eingehende Beschäftigung mit Teilen von Objekten.

B. Verzögerungen oder abnorme Funktionsfähigkeit in mindestens einem der folgenden Bereiche mit Beginn vor dem dritten Lebensjahr:
- soziale Interaktion,
- Sprache als soziales Kommunikationsmittel oder
- symbolisches oder Fantasiespiel.

C. Die Störung kann nicht besser durch das Rett- oder Heller-Syndrom erklärt werden.
Eine vorliegende geistige Behinderung wird auf der sogenannten Achse II kodiert.

## Differentialdiagnose
Bei der Diagnose von autistischen Störungen ist es entscheidend, eine mögliche Differentialdiagnose zu beachten. Der Diagnostiker muss beachten, ob die Symptome nicht durch andere Erkrankungen erklärt werden können. Zu beachten sind v. a. folgende Störungen:
- Sprachstörungen
- Globale Entwicklungsstörungen oder Intelligenzminderung Psychische und Verhaltensprobleme bzw. Störungen:
- Aufmerksamkeitsdefizit-/Hyperaktivitätsstörung (ADHS)
- Emotionale Störungen und Angststörungen
- Affektive Störungen
- Oppositionelles Verhalten/Störung des Sozialverhaltens
- Persönlichkeitsstörungen
- Zwangsstörungen
- Bindungsstörungen
- stereotype Bewegungsstörung
- Psychotische Störungen

Dies hat auch für die Testdiagnostik große Bedeutung. Bspw. erreichen 1/3 der Kinder mit Angststörungen aber ohne Autismus, den Wert bei einem verbreiteten Autismusinterview, dem ADI-R (Autism Diagnostic Interview – Revised), der Autismus anzeigen soll. Ähnliche falsch-positive Ergebnisse zeigen sich auch bei anderen standardisierten Test-Screening und Interviewverfahren. Auch ist es bedeutsam, eine Umfassende Anamnese der Patienten durchzuführen, die die Biographie der Patienten miteinschließt. Nur so kann die Dauerhaftigkeit der Symptome überprüft werden.

## Atypischer Autismus
Unter der Bezeichnung atypischer Autismus wird in der ICD-10 (1994) eine Variante des frühkindlichen Autismus beschrieben, bei der nicht alle charakteristischen Symptome auftreten und/oder erst nach dem 3. Lebensjahr auftreten. Alternative Bezeichnungen sind Intelligenzminderung mit autistischen Zügen und atypische kindliche Psychose.:13f.
Es werden folgende Diagnosekriterien angegeben::13f.
A. Auffällige oder beeinträchtigte Entwicklung erst im oder nach dem dritten Lebensjahr (die Kriterien entsprechen denen für den frühkindlichen Autismus, abgesehen vom Manifestationsalter)
B. Qualitative Auffälligkeiten in der wechselseitigen sozialen Interaktion oder qualitative Auffälligkeiten in der Kommunikation oder eingeschränkte, repetitive und stereotype Verhaltensweisen, Interessen und Aktivitäten (die Kriterien entsprechen denen für den frühkindlichen Autismus, abgesehen von der Anzahl der auffälligen Bereiche)
C. Die Diagnosekriterien für frühkindlichen Autismus werden nicht erfüllt
Der atypische Autismus tritt in der Regel bei Kindern mit erheblichen kognitiven Einschränkungen auf, bei denen sich die Autismus-spezifischen Auffälligkeiten dadurch nicht zeigen, oder bei Kindern mit einer Störung der Sprachverarbeitung. Somatische Syndrome sind häufig.:13f.
Im DSM-IV (1994, revidiert 2000) gibt es keine Diagnose atypischer Autismus. Bei dessen Anwendung wurde, wenn die Diagnosekriterien für den frühkindlichen Autismus nicht erfüllt waren, die Diagnose nicht näher bezeichnete tiefgreifende Entwicklungsstörung (pervasive developmental disorder not otherwise specified, kurz PDD-NOS) vergeben. Diese schließt die in der ICD-10 als atypischer Autismus bezeichnete Diagnose explizit mit ein, umfasst jedoch auch atypische Ausprägungen anderer tiefgreifender Entwicklungsstörungen.
Die unkonkrete Formulierung der Diagnosekriterien für den atypischen Autismus führt dazu, dass diese unterschiedlich angewandt werden. Das Fehlen einer klaren Definition führt auch zu Schwierigkeiten in der Forschung, da zum atypischen Autismus gewonnene Erkenntnisse nur schwer miteinander vergleichbar sind und zudem offen bleibt, inwieweit diese auf den frühkindlichen Autismus übertragen werden können.
Nicht zuletzt aufgrund dieser Unschärfe wurde mit der 2018 veröffentlichten ICD-11 (international gültig seit 2022) der atypische Autismus als Diagnose aufgegeben und zusammen mit dem frühkindlichen Autismus und weiteren tiefgreifenden Entwicklungsstörungen in die Autismus-Spektrum-Störung überführt.

## Häufigkeit
Studien zur Prävalenz des frühkindlicher Autismus finden im Median eine Häufigkeit von 1:800 bis 1:1000. Werden nur Studien berücksichtigt, die die Kriterien des DSM-IV und der ICD-10 anwenden – und damit auch jüngeren Datums sind – liegt die Häufigkeit bei etwa dem doppelten Wert.:24f. Ein Anstieg der Inzidenz, also ein häufigeres Auftreten von Autismus in der Bevölkerung, lässt sich daraus nicht ableiten. Als Ursache für den Anstieg der Autismus-Diagnosen gelten vielmehr die veränderten Diagnosekriterien, bessere Diagnostik insbesondere bei kognitiv weniger stark eingeschränkten Personen, sowie eine allgemein gestiegene Aufmerksamkeit für Autismus als Störungsbild in der Gesellschaft sowie dem Bildungs- und Gesundheitswesen.
Das Verhältnis von Jungen zu Mädchen mit frühkindlichem Autismus beträgt etwa 3:1 bis 5:1.:24f. Dabei wird beobachtet, dass Mädchen im Schnitt stärkere kognitive Einschränkungen haben, während sich unter den kognitiv stärksten Kindern überwiegend Jungen finden.:24f. Als Gründe für die höhere Prävalenz beim männlichen Geschlecht (Androtropie) werden geschlechtsbezogene Verzerrungseffekte durch die eingesetzten Diagnosekriterien, geschlechtsspezifische Schutzfaktoren, sowie Geschlechtsunterschiede bei Entwicklung und Ausprägung vermutet. Mädchen erhalten die Diagnose im Schnitt später als Jungen. Die Arbeitsgruppe, die die Diagnosekriterien für den DSM-5 erarbeitete, kam nach Analyse der mit den Kriterien des DSM-IV gemachten Erfahrungen im Jahr 2012 zu dem Schluss, diese hätten sich als gut geeignet für fünf- bis achtjährige Kinder erwiesen. Bei der Diagnose anderer Altersgruppen sowie von Mädchen, Frauen und Angehörigen ethnischer Minderheiten seien jedoch Defizite festzustellen gewesen.

## Ursachen
Es weist sehr vieles darauf hin, dass genetische Einflüsse eine Rolle spielen. Auch Hirnschädigungen, Hirnfunktionsstörungen, biochemische Besonderheiten, eine Störung kognitiver Prozesse, der Sprachentwicklung und emotionaler Prozesse werden mit der Entstehung des frühkindlichen Autismus in Verbindung gebracht.
Wissenschaftlicher Konsens herrscht darüber, dass Autismus nicht – wie es noch in den 1960er Jahren angenommen wurde – durch mütterliches Fehlverhalten oder Gefühlskälte verursacht wird. Auch weitere psychosoziale und psychoanalytische Theorien, die die Ursache für Autismus in der Beziehung zu den Eltern vermuteten, gelten als widerlegt.:3,32

## Folgen und Komplikationen
Der frühkindliche Autismus beeinträchtigt das Leben der betroffenen Menschen erheblich und erschwert die Möglichkeiten einer selbständigen Lebensführung. Für die betroffenen Menschen ist es aufgrund der Sprach- und Kommunikationsschwierigkeiten, einer veränderten Wahrnehmung und besonders aufgrund der dadurch bedingten Abkapselung von der Umwelt schwer, sich an die soziale Umgebung anzupassen, Freunde zu finden oder sich in den Rahmen einer Schule oder einer Familie zu fügen.
Die Erziehung eines autistischen Kindes stellt die Eltern vor große Schwierigkeiten und ist häufig mit viel Stress verbunden. Viele autistische Menschen sind auf intensive und lebenslange Betreuung angewiesen.
Bei Schlafstörungen können verhaltenstherapeutische Maßnahmen, Maßnahmen der Schlafhygiene, sowie Melatonin eingesetzt werden.
Um die Sinneswahrnehmungen zu schulen, kann Zeichnen bzw. Malen als therapeutisches Mittel eingesetzt werden. Zur unterstützenden Kommunikation kann Schreiben dienen. Ängste werden abgebaut, indem die Betroffenen auf dem Computer oder Rechner sich schriftlich ausdrücken lernen oder mit Tonbandaufnahmen und dem anschließenden Abspielen ihre Sprache trainieren.

## Geschichte
Der frühkindliche Autismus wurde zuerst von Leo Kanner (daher Kanner-Autismus) beschrieben. Kanner diagnostizierte 1943 bei elf Kindern eine „autistische Störung des affektiven Kontakts“ (siehe Psychopathologie des Affekts), die später unter dem Namen „frühkindlicher Autismus“ bekannt wurde.
1967 wurde der frühkindlichen Autismus erstmals als Diagnose in der Internationale statistische Klassifikation der Krankheiten und verwandter Gesundheitsprobleme aufgeführt (ICD-8). Ab 1980 war Autismus auch im Diagnostic and Statistical Manual of Mental Disorders enthalten, darunter auch der frühkindliche Autismus (DSM-III).